# Edward Moss
Edward Moss (ur. 11 lipca 1977 w Los Angeles) – amerykański aktor, tancerz, odtwórca Michaela Jacksona. Na początku lat 90. XX wieku pracował w restauracji McDonald’s. W 1994 roku wygrał konkurs talentów, zaczął wtedy pracować jako sobowtór Michaela Jacksona. Edward Moss występował w wielu filmach: m.in. Straszny film 3 i 4.

## Filmografia
- The Steve Harvey Show (2000)
- Nikki (2001)
- MADtv (2002)
- Bez skazy (2003)
- Straszny film 3 (2003)
- Komedia romantyczna (2006)
- Straszny film 4 (2006)
- Don’t Be Scared (2006)
- Bamboo Shark (2011)